# Будьонівка (Бахмут)
Будьóнівка (рос. Будённовка) — приміський район в південній частині м. Бахмут Донецької області. До 2022 року населення району становило близько 2 тис. осіб.

## Історія

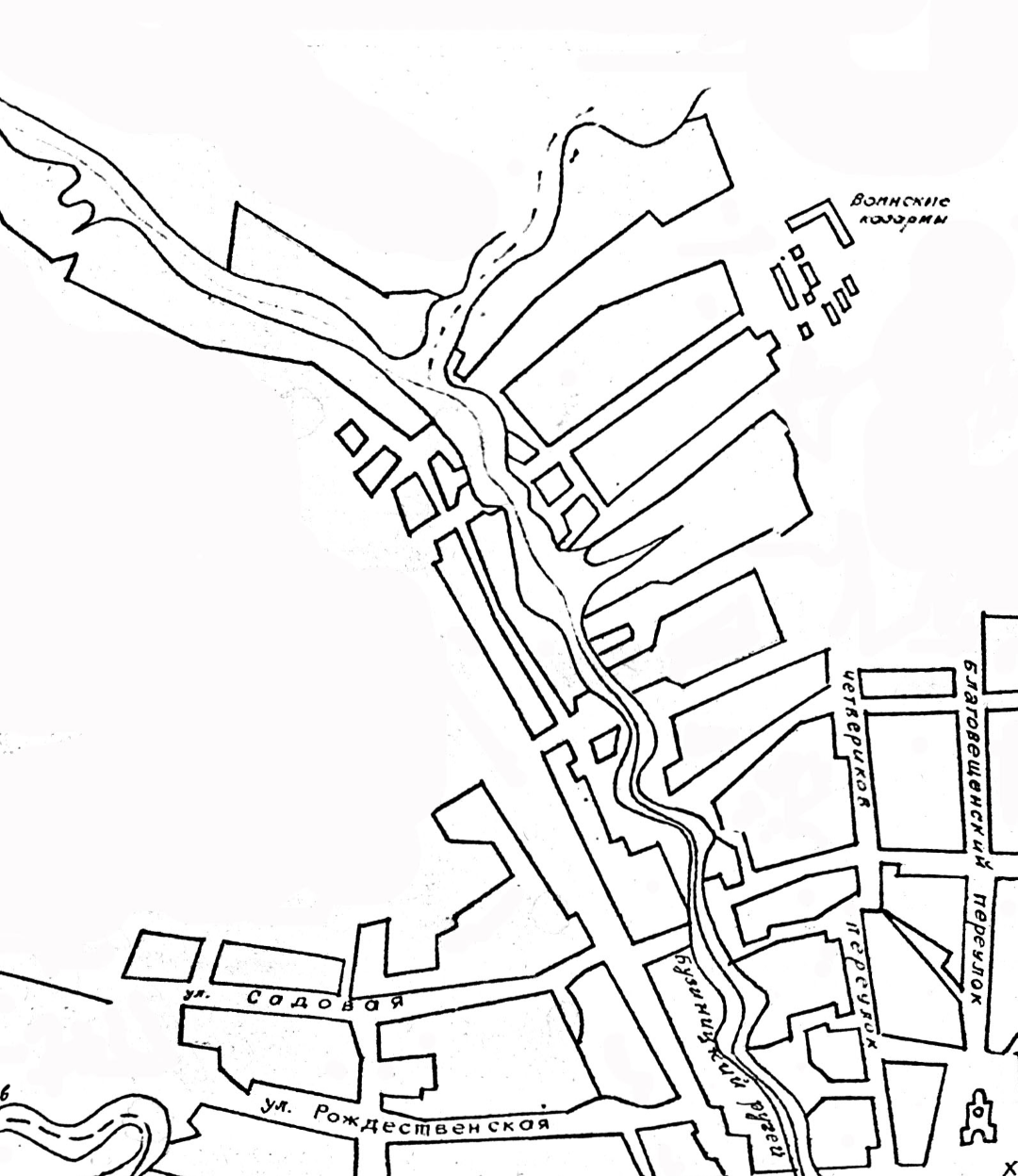
План повітового міста Бахмута, поч. ХХ ст. Вгорі, за розгалуженням ручая, розташувалася Будьонівка.

### Дореволюційний період
Як такої Будьонівки наприкінці ХІХ століття в Бахмуті ще не існувало. Проте це не означає, що на цих землях ніхто не жив. Ще в середині того ж століття Будьонівка являла собою 2 вулиці, що йшли паралельно двом відгалуженням Четверикового ручая: одна з них — Крайня (нині — Колодязна) а інша вулиця мала неофіційну, народню назву — Стрекицівка (від розташування на початку вулиці старовинного колодязя під назвою Стрекиця), що сьогодні вулиця Тімірязєва. Решта частини сучасного району використовувалася як місце під вигін худоби місцевими жителями, а вищезазначені вулиці ймовірно були приналежні до колись існуючого бахмутського передмістя на півдні, розміщене, на той час, ближче до центру, під назвою БрОварь (з наголосом на О). Він згадується в джерелі під 1897 роком з населенням в 166 душ. Судячи зі старовинного «Плана Уездного Города Бахмута» початку ХХ століття, вулиця Стрекицівська була забудована лише з однієї, непарної сторони, а з сусідньої, перпендикулярної вулиці Широкої, що офіційно належела Броварю, через крутий, в міру глибокий ярок зі струмком, був старовинний дерев'яний місток, який з покон віку фігурує у згадках старожилів, як легендарне місце. Нині на Широкій вулиці, при повороті на спуск до містка збереглася старовинна, мазана, біла хатинка з різними, дерев'яними наличниками, яка є своєрідною пам'яткою про дореволюційні часи Броваря.

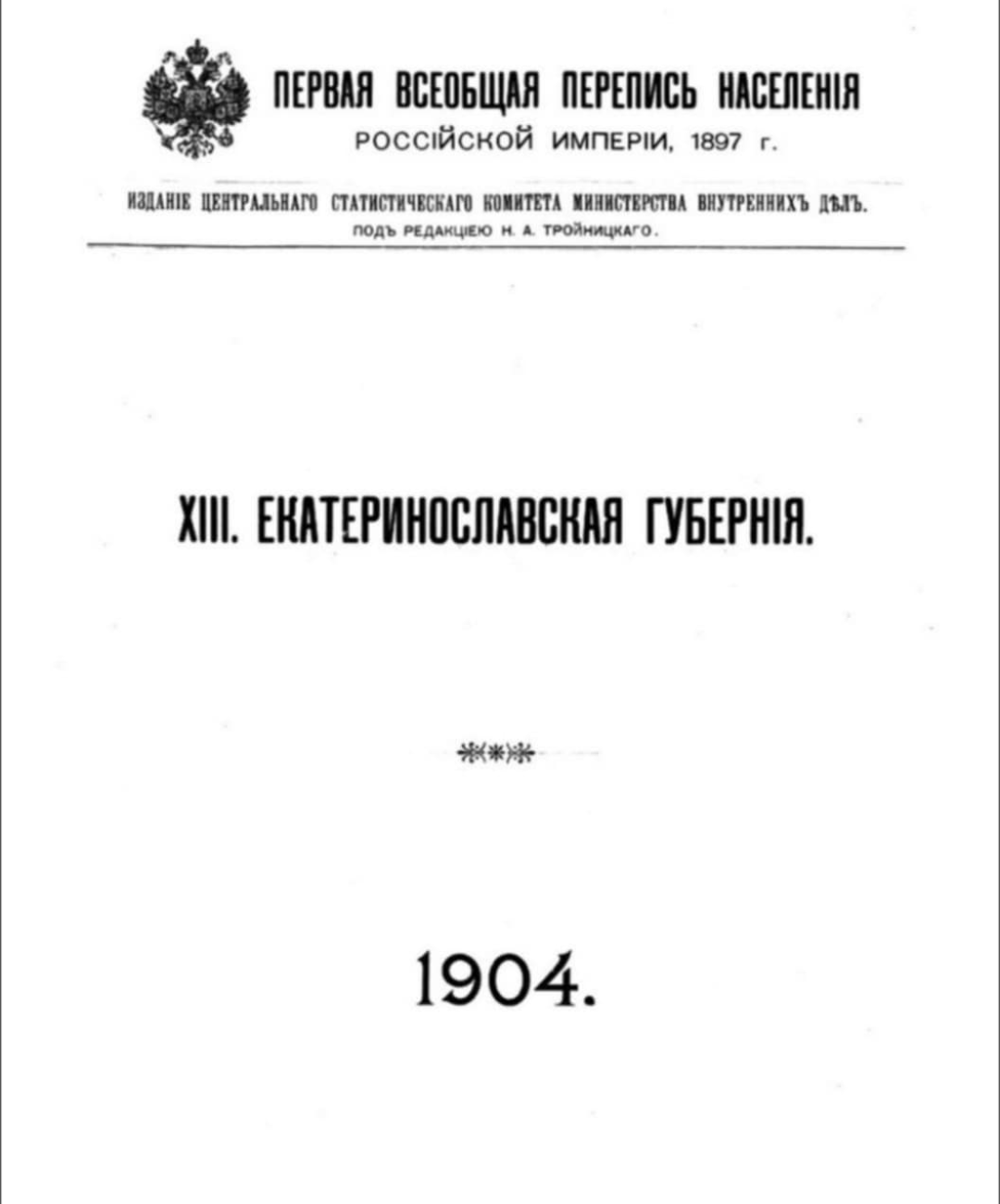
Обкладинка документу.

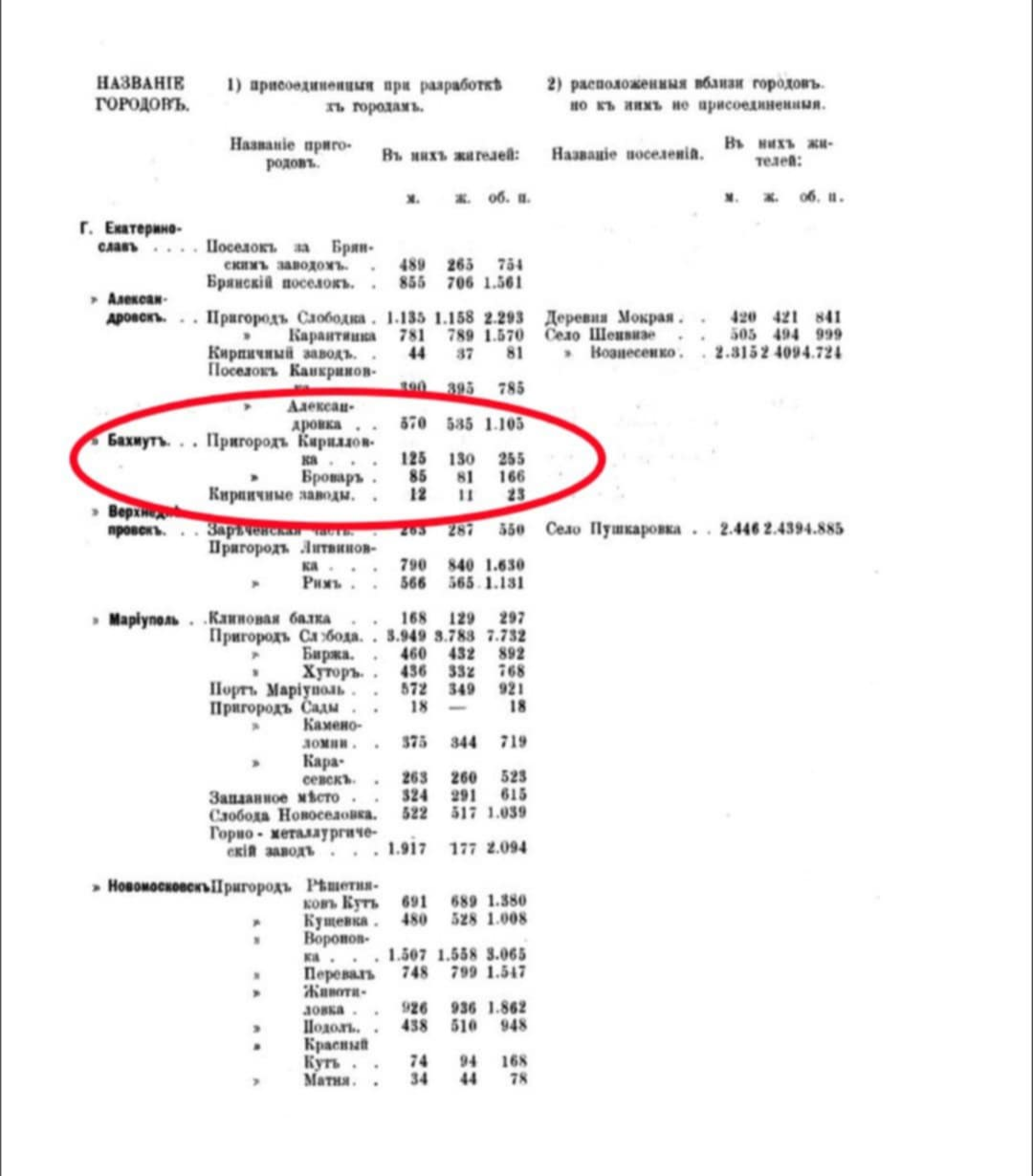
З Всеросійського перепису населення 1897 року

### Ранній радянський період
За розповідями місцевих жителів й старожилів ми дізнаємося, що назва Будьонівка для цього району була вибрана не випадково. справа в тому, що за часів Громадянської війни в росії саме на теренах старого вигону стояла «Конница Будённого», скоріше за все це могла бути і 1-ша Конармія, яка тоді перебувала в наших краях:
«К 27 декабря части Конармии, совместно с 9-й и 12-й стрелковыми дивизиями прочно овладели рубежом Бахмут — Попасная».
І вже з 1920-х років, ймовірно, починали утворюватися та активно забудовуватися нові вулиці, які прозвали Будьонівськими: І-а Будьонівська (Тімірязєва), ІІ-га Будьонівська (Павлова), ІІІ-тя Будьонівська (Джерельна), IV-та Будьонівська (Слобідська) та V-та Будьонівська (Благодатна) вулиці. Причому остання була забудована, знов ж таки — з непарної сторони, будинок під № 1 був зведений у 1937 році, але були і раніші споруди, принаймні на верхніх вулицях точно. За деякими музейними даними певний час вулиці з першої по четверту називалися Вигонні.

### Німецько-Радянська війна

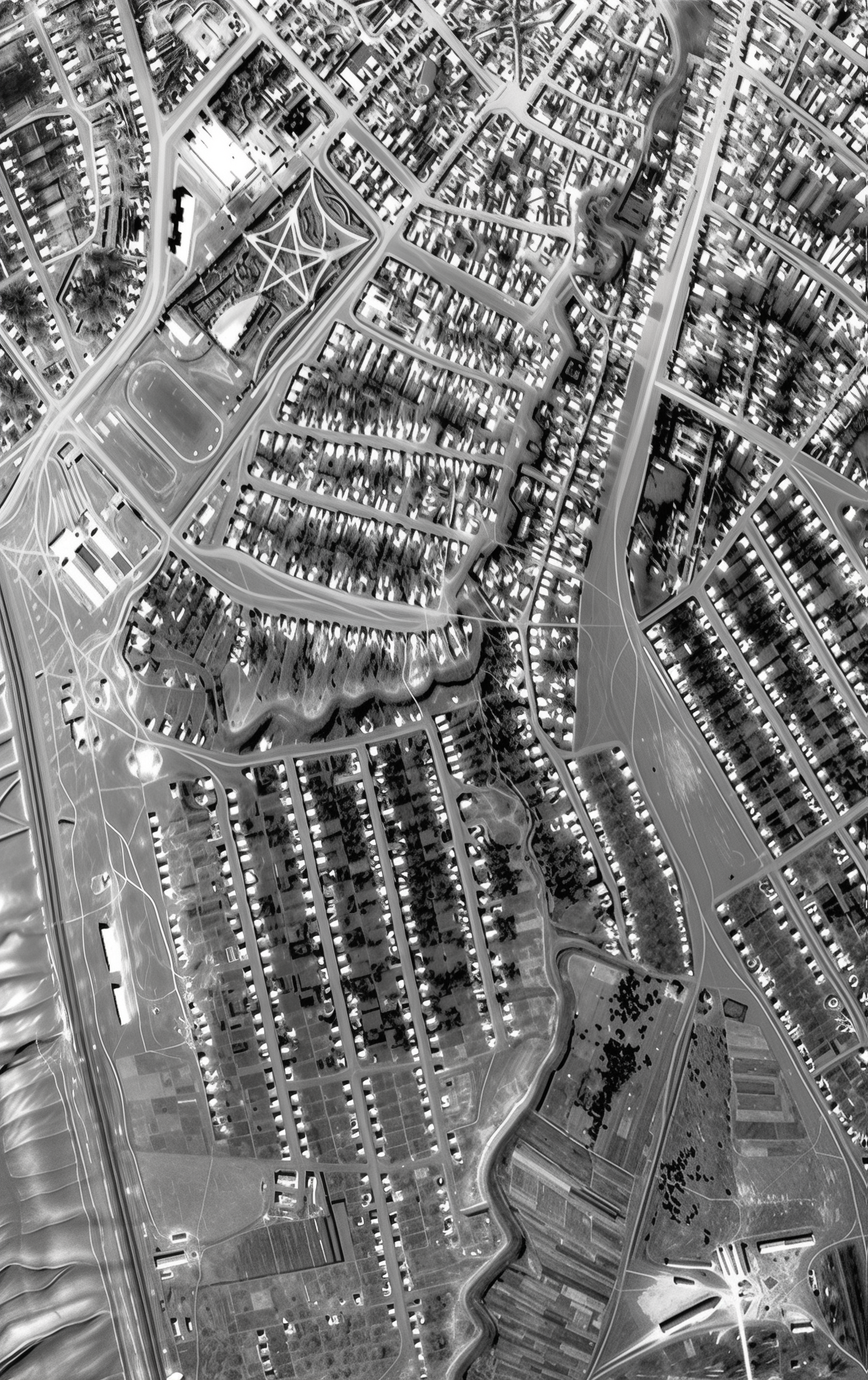
Німецька аерофотозйомка, 1941 рік. Четвериків яр огинає 5 вулиць Будьонівки.

1 листопада 1941 року німці окупували місто Артемівськ (Бахмут). за згадками старожилів заходили вони холодні й голодні та просили їсти та зігрітися у місцевих. На Будьонівці вздовж усієї (ще не існуючої на той час) VІ-ї Будьонівської (Вишневої) вулиці, на якій почали селитися після 1950 року, німці побудували свої казарменні споруди, деякі будівлі яких збереглися і донині. До того ж за деякими описами та згадками в цих казармах могли зберігатися ворожі танки, тому не дивно, що на німецьких аерофотознімках видно роз'їжджені технікою дороги, що в подальшому стали основою для формування деяких майбутніх провулків, різноманітних проходів та тротуарів.

### Післявоєнний період
Люди все інтенсивніше починали переселятися на Будьонівські вулиці. Одностороння вулиця Вишнева, наприклад, вже не була пустою. В кінці 5-ї Будьонівської вулиці ще в 50-х роках розмістився садок, де росли усілякі фруктові дерева, клени, дубки, між якими звивисто петляли протоптані доріжки. Пізніше сад розформували, а його територію розділили на земельні ділянки для продажу та побудови нових домоволодінь. Поки що усі жителі Будьонівки з відрами й коромислами ходили брати воду в Стрекицю, адже водогін проведуть ще не скоро. Але пізніше з'являться усі необхідні комунікації. До цього свої городи люди, живучи на прибережних до ручая вулицях, поливали насосами зі струмка. У 60-х роках верхні вулиці почали мостити бруківкою. Люди, зібравшись невеликою групкою, в кінці Будьонівки, а саме вулиці Джерельної, вирили ставочок, за рахунок якого по всьому району різко піднявся рівень води. Спочатку ставочок був дуже культурним, з пляжем, свіжим завезеним пісочком. Але в наші дні він слугував водоймою для купання корів, адже в невеличкій посадці, за ставочком, біля Маріупольського кладовища, було маленьке пасовисько.